# Carl Gottlieb Schwerdtner
Carl Gottlieb Schwerdtner († 12. Juli 1850 in Kleinschönau) war ein deutscher Landwirt und Politiker.

## Leben
Schwerdtner war Gutsbesitzer und Gemeindevorstand in Kleinschönau in der sächsischen Oberlausitz. Karl Biedermann bezeichnete ihn als einen der bedeutenden Fabrikanten seiner Gegend. Auf dem Landtag 1849 vertrat er den 1., 2. und 3. Wahlbezirk in der I. Kammer des Sächsischen Landtags. Schwerdtner wird den linken Kräften zugeordnet. Dem Landtag 1849/50 gehörte er für den 2. Wahlkreis in der II. Landtagskammer an. Am Dresdner Maiaufstand war er wohl nicht unmittelbar beteiligt.
Er starb im Juli 1850, zwei Tage vor seiner Ehefrau, an der Cholera.